# عبد الله أباد (غرمخان)
عبد الله أباد (بالفارسية: عبدالله‌آباد) هي قرية تقع في إيران في قسم غرمخان الريفي. يقدر عدد سكانها بـ 605 نسمة .